# Uniwersytety w Australii
Szkolnictwo wyższe w Australii zostało podzielone, w ustawie Higher Education Support Act 2003, na trzy grupy:
- uniwersytety
- inne instytucje edukacji wyższej (ang. self-accrediting)
- instytucje edukacji wyższej stanowe i terytorialne (ang. state and territory accredited).

## Uniwersytety
Poniższa lista przedstawia uniwersytety w Australii według stanów.

### Uczelnie międzystanowe
| Zdjęcie | Nazwa                              | Data założenia | Kampusy                                                                          |
| ------- | ---------------------------------- | -------------- | -------------------------------------------------------------------------------- |
|         | Australian Catholic University     | 1991           | Sydney, Brisbane, Canberra, Ballarat, Melbourne                                  |
|         | Charles Sturt University           | 1989           | Bathurst, Wagga Wagga, Albury, Dubbo, Manly, Orange, Canberra, Sydney, Melbourne |
|         | University of Divinity             | 1910           | Melbourne, Adelaide, Sydney                                                      |
|         | University of Notre Dame Australia | 1989           | Fremantle, Broome, Sydney                                                        |

### Australijskie Terytorium Stołeczne
| Zdjęcie | Nazwa                          | Data założenia | Kampusy  |
| ------- | ------------------------------ | -------------- | -------- |
|         | Australian National University | 1946           | Canberra |
|         | University of Canberra         | 1990           | Canberra |

### Nowa Południowa Walia
| Zdjęcie | Nazwa                               | Data założenia | Kampusy                                                                        |
| ------- | ----------------------------------- | -------------- | ------------------------------------------------------------------------------ |
|         | Macquarie University                | 1964           | Sydney                                                                         |
|         | Southern Cross University           | 1994           | Coffs Harbour, Lismore, Tweed Heads                                            |
|         | University of New England           | 1954           | Armidale                                                                       |
|         | Uniwersytet Nowej Południowej Walii | 1964           | Sydney, Canberra                                                               |
|         | University of Newcastle             | 1965           | Newcastle, Ourimbah, Port Macquarie, Sydney, Singapur, Tiong Bahru             |
|         | Uniwersytet w Sydney                | 1850           | Sydney                                                                         |
|         | University of Technology            | 1988           | Sydney                                                                         |
|         | University of Western Sydney        | 1989           | Sydney                                                                         |
|         | University of Wollongong            | 1975           | Wollongong, Sydney, City of Shoalhaven, Batemans Bay, Loftus, Moss Vale, Dubaj |

### Terytorium Północne
| Zdjęcie | Nazwa                     | Data założenia | Kampusy                                  |
| ------- | ------------------------- | -------------- | ---------------------------------------- |
|         | Charles Darwin University | 2007           | Darwin, Alice Springs, Sydney, Melbourne |

### Queensland
| Zdjęcie | Nazwa                               | Data założenia | Kampusy                                                     |
| ------- | ----------------------------------- | -------------- | ----------------------------------------------------------- |
|         | Bond University                     | 1987           | Gold Coast                                                  |
|         | Central Queensland University       | 1967           | Bundaberg, Gladstone, Mackay, Rockhampton, Sydney, Brisbane |
|         | Griffith University                 | 1971           | Brisbane, Logan City, Gold Coast, South Bank                |
|         | James Cook University               | 1970           | Townsville, Brisbane, Singapur, Cairns                      |
|         | Queensland University of Technology | 1965           | Brisbane                                                    |
|         | University of Queensland            | 1909           | St Lucia, Ipswich, Gatton                                   |
|         | University of Southern Queensland   | 1992           | Toowoomba, Springfield, Fraser Coast Region, Chiny          |
|         | University of the Sunshine Coast    | 1994           | Sunshine Coast                                              |

### Australia Południowa
| Zdjęcie | Nazwa                                | Data założenia | Kampusy                          |
| ------- | ------------------------------------ | -------------- | -------------------------------- |
|         | Carnegie Mellon University Australia | 2006           | Adelaide                         |
|         | Flinders University                  | 1966           | Adelaide                         |
|         | Torrens University Australia         |                | Adelaide                         |
|         | University College London            |                | Adelaide                         |
|         | University of Adelaide               | 1874           | Adelaide, Waite, Roseworthy      |
|         | University of South Australia        | 1991           | Adelaide, Whyalla, Mount Gambier |

### Tasmania
| Zdjęcie | Nazwa                 | Data założenia | Kampusy                            |
| ------- | --------------------- | -------------- | ---------------------------------- |
|         | Uniwersytet Tasmański | 1890           | Hobart, Launceston, Burnie, Sydney |

### Wiktoria
| Zdjęcie | Nazwa                              | Data założenia | Kampusy                                                                           |
| ------- | ---------------------------------- | -------------- | --------------------------------------------------------------------------------- |
|         | Deakin University                  | 1974           | Geelong, Melbourne, Warrnambool                                                   |
|         | La Trobe University                | 1967           | Melbourne, Albury–Wodonga, Bendigo, Beechworth, Shepparton, Mildura, Mount Buller |
|         | University of Divinity             | 1910           | Kew                                                                               |
|         | Monash University                  | 1958           | Melbourne, Churchill,                                                             |
|         | RMIT University                    | 1887           | Melbourne, Wietnam                                                                |
|         | Swinburne University of Technology | 1908           | Melbourne, Sarawak                                                                |
|         | University of Ballarat             | 1994           | Ballarat, Ararat, Horsham, Stawell, Gippsland.                                    |
|         | University of Melbourne            | 1853           | Parkville, Southbank, Burnley, Werribee, Creswick, Dookie                         |
|         | Victoria University                | 1916           | Melbourne, Footscray, St Albans, Melton, Sunshine                                 |

### Australia Zachodnia
| Zdjęcie | Nazwa                           | Data założenia | Kampusy                                      |
| ------- | ------------------------------- | -------------- | -------------------------------------------- |
|         | Curtin University of Technology | 1986           | Perth, Sydney, Sarawak, Singapur, Kalgoorlie |
|         | Edith Cowan University          | 1991           | Perth, Bunbury                               |
|         | Murdoch University              | 1975           | Perth, Rockingham, Mandurah                  |
|         | University of Western Australia | 1911           | Perth, Albany                                |